# Тихомировка (Павлодарская область)
Тихомировка (каз. Тихомировка) — упразднённое село в Теренкольском районе Павлодарской области Казахстана. Входило в состав сельского округа Береговой. Ликвидировано в 2015 г. Код КАТО — 554835500.

## Население
В 1999 году население села составляло 128 человек (63 мужчины и 65 женщин). По данным переписи 2009 года, в селе проживало 33 человека (21 мужчина и 12 женщин).